# Laholm (commune)
La commune de Laholm est une commune du comté de Halland en Suède. 23 781 personnes y vivaient en 2014. Son chef-lieu est la ville de Laholm.

## Paroisses
Population des paroisses de la commune en 2005 (source : commune de Laholm) :
- Hasslöv : 566 habitants ;
- Hishult : 1 059 habitants ;
- Knäred : 1 854 habitants ;
- Laholm (paroisse de) : 9 595 habitants ;
- Tjärby : 1 487 habitants ;
- Ränneslöv : 2 055 habitants ;
- Skummeslöv : 1 572 habitants ;
- Våxtorp : 2 315 habitants ;
- Veinge : 1 738 habitants ;
- Ysby : 716 habitants.

Note : la ville de Laholm fait partie de la commune mais son territoire ne coïncide pas avec celui de la paroisse du même nom.